# Гангста Love
«Гангста Love» — кінофільм режисера Реймонд Де Фелітта, що вийшов на екрани в 2014 році.

## Зміст
Цей фільм розповідає справжню історію сучасних Бонні і Клайда, які вкрали общак у нью-йоркської мафії і вивели на неї ФБР, тим самим покінчивши з мафією в Америці назавжди. Останні Дони, показані у фільмі, зараз відбувають довгий термін у в'язниці і ніколи не вийдуть на свободу.

## Ролі
| Актор              | Роль       |
| ------------------ | ---------- |
| Майкл Пітт         | Томмі Ува  |
| Ніна Аріанда       | Роуз Марі  |
| Енді Гарсіа        | Великий Ал |
| Рей Романо         | -          |
| Берт Янг           | -          |
| Гріффін Данн       | -          |
| Майкл Рісполі      | -          |
| Аїда Туртурро      | -          |
| Джеремі Аллен Вайт | -          |
| Френк Вейлі        | -          |
| Білл Реймонд       | -          |
| Кеті Моріарті      | -          |

## Знімальна група
- Режисер — Реймонд Де Фелітта
- Сценарист — Джонатан Фернандез
- Продюсер — Вільям Тейтлер, Лінн Еппелл, Річард Еткінсон
- Композитор — Стівен Ендельман